# A Girl Like Me (musikalbum av Rihanna)
A Girl Like Me är Rihannas andra studioalbum, utgivet den 10 april 2006. 

## Låtförteckning
1. SOS (Ed Cobb, Jonathan Rotem, Evan Bogart) – 4:00
2. Kisses Don't Lie (Evan Rogers, Carl Sturken, Rihanna Fenty) – 3:53
3. Unfaithful (Tor Erik Hermansen, Mikkel S. Eriksen, Shaffer Smith) – 3:48
4. We Ride (Hermansen, Eriksen, Makeba Riddick) – 3:56
5. Dem Haters med Dwane Husbands (Rogers, Sturken, M. Hallim, V. Morgan, Michael Flowers, Aion Clarke) – 3:52
6. Final Goodbye (Curtis Richardson, Luke McMaster, Charlene Gilliam) – 3:14
7. Break It Off med Sean Paul (Sean Paul Henriques, Fenty, Donovan Bennett, K. Ford) – 3:34
8. Crazy Little Thing Called Love med J-Status (Rogers, Sturken, A. Thompson, D. Virgo, A. Barwise, B. Barwise, O. Stewart) – 3:23
9. Selfish Girl (Rogers, Sturken) – 3:38
10. P.S. (I'm Still Not Over You) (Rogers, Sturken) – 4:11
11. A Girl Like Me (Rogers, Sturken, Fenty) – 4:18
12. A Million Miles Away (Rogers, Sturken) – 4:11
13. If It's Lovin' That You Want Part 2 med Corey Gunz (Jean Claude Olivier, Samuel J. Barnes, Alaxsander Mosely, Scott Larock, Lawrence Parker, Riddick) – 4:08
14. Pon De Replay (Full Phatt Remix) (Evan Rogers, Carl Sturken, Alisha Brooks, Vada Nobles) - 4:04

## Singlar
- SOS - 14 februari 2006
- Unfaithful - 8 april 2006
- We Ride - 21 augusti 2006
- Break It Off med Sean Paul - 6 september 2006